# Ria Stalman
Ria Stalman, född den 11 december 1951 i Delft, Nederländerna, är en nederländsk friidrottare inom diskuskastning och kulstötning.
Mellan 1973 och 1983 vann hon medalj i samtliga nationella mästerskap i diskus och kula. 15 var guldmedaljer, varav fem i kulstötning. I juli 1984 åstadkom hon sitt bästa diskuskast på 71,22 m, vilket fortfarande är nationellt rekord.
Hon tog OS-guld i diskus vid friidrottstävlingarna 1984 i Los Angeles. Kort efteråt avslutade hon sin karriär för att arbeta som kommentator i friidrott för Eurosport.
8 januari 2016 erkände hon att hon dopade sig med anabola steroider under de sista två åren av sin karriär.
1992 fanns vittnesmål om dopning under dessa år, vilka togs tillbaka som 'felciteringar'.